# Ballade (Debussy)
Pour les articles homonymes, voir Ballade (homonymie).
La Ballade slave, L 78 (70), parfois nommée tout simplement Ballade, est une œuvre pour piano seul composée par Claude Debussy. Il s'agit d'une œuvre de jeunesse du compositeur, écrite en 1890.

## Présentation
La Ballade pour piano est composée en 1890.
Cédée par Claude Debussy à Antony Choudens le 31 janvier 1891, en compagnie de la Tarentelle et de la Valse romantique, l’œuvre est publiée par Choudens en 1891 sous le titre de « Ballade slave ». La pièce est ensuite cédée par Choudens à Hartmann en octobre 1895, puis par le général Bourgeat à Eugène Fromont le 5 juillet 1902. Elle est alors publiée par Fromont en 1903 sous le titre de « Ballade », avec mention de la date 1890.
En édition moderne, la partition est publiée par Henle (1990, éd. Ernst-Günter Heinemann) et Durand (2000, éd. Roy Howat).
La pièce est dédiée à Mme Philippe Hottinguer.
Cette œuvre possède une influence russe, teintée à quelques reprises du style de Balakirev. Ce caractère russe chez Debussy provient probablement du temps passé avec Nadejda von Meck (ses enfants ayant été élèves de Debussy). Cette œuvre toutefois peu connue sera en quelque sorte un écho préliminaire au cycle Pour le piano, publié dix ans plus tard, en 1901.

## Analyse et commentaires
La Ballade est en fa majeur, « Andantino con moto (tempo rubato) »,.
Pour le musicologue Harry Halbreich, c'est une page « d'un grand charme mélodique et sonore, dont certaines figurations pianistiques (les triolets de doubles croches) annoncent déjà la Toccata de Pour le piano ».
Musicalement, des « chaînes de tierces, la souplesse du balancement rythmique, alternant valeurs binaires et triolets, sont déjà du vrai Debussy ». Guy Sacre comprend cependant qu'on puisse trouver l'œuvre un peu « longuette », car « elle fait de la répétition sa règle, de la rosalie son procédé, et noie le tout dans des flots d'arpèges ». L'analyste relève le « premier thème surtout (ne disons pas trop vite qu'il est en fa : ce si bémol à l'armure indique, au début, un mode de la phrygien), autour de ses cinq notes, [qui] rabâche beaucoup, en figurations nombreuses, à peine varié par la modulation ». Le deuxième thème (« animez un peu »), est en revanche « chargé d'avenir, [et] fait pressentir les futurs mirages aquatiques, les ondes marines, le poudroiement d'or de la lumière ; on y respire plus au large ».
Harry Halbreich souligne qu'à l'instar de la Rêverie, « le compositeur choisit le ton de mi majeur comme intermède central d'une pièce en fa majeur, et cet intermède offre une mélodie à l'étrange saveur orientale, proche de Borodine ou de Balakirev ». Pour Guy Sacre, ce passage est « un des plus beaux de ce « premier Debussy » ».
Le retour à la tonalité principale s'effectue ensuite par enharmonie, et la transition « de sol bémol à fa majeur sur pédale de fa grave », qui a des échos des Steppes de l'Asie centrale, « constitue une trouvaille magistrale justifiant à elle seule l'intérêt que l'on peut porter à cette Ballade », juge Halbreich. Enfin, le retour du début est resserré, et « la paisible conclusion modale atteint à un rare charme poétique ».
La durée d'exécution moyenne de la pièce est de sept minutes environ.
Dans le catalogue des œuvres du compositeur établi par le musicologue François Lesure, la Ballade (slave) porte le numéro L 78 (70) .

## Discographie
- Debussy : Piano works Vol. 1, François-Joël Thiollier (piano), Naxos 8.553290, 1995[8].
- Debussy : Complete Works for Piano, Volume 2, Jean-Efflam Bavouzet (piano), Chandos Records CHAN 10443, 2007[9].
- Debussy : The Solo Piano Works, Noriko Ogawa (piano), BIS Records CD 1955/56, 2012[10].
- Debussy : Early and late piano pieces, Steven Osborne (piano), Hyperion Records CDA 68390, 2022[11].
- Claude Debussy : The complete works, CD 1, Aldo Ciccolini (piano), Warner Classics, 2018[12].